# 喬登·馬倫
喬登·馬倫（英語：Jordan Maron，1992年2月10日—），以主頻道网名知名，亦有Jardon小名，是一名美国YouTube名人，主要拍攝我的世界、Reddit 觀看反應影片。他的主频道是YouTube上订阅人数第266多的频道。截止2019年6月14号，主频道CaptainSparklez拥有1004万订阅者，全球排名418位。
2015年5月，馬倫开设了第二个个人频道。2016年3月，他又开启了音乐频道上载个人歌曲和其他艺人的歌曲，截止2019年6月14号，音乐频道已有17万订阅者。2017年2月，他开设了個人頻道，主要發佈影像網誌。